# مذبحة كريجانتشيفو سيلو
مذبحة كريجانتشيفو سيلو وقعت في قرية صغيرة في وادي لاشفا في وسط البوسنة والهرسك حيث قُتل ما لا يقل عن 14 أسير حرب ومدني كرواتي خلال هجوم شنه جيش جمهورية البوسنة والهرسك على مجلس الدفاع الكرواتي في 22 ديسمبر 1993.

## الهجوم على كريجانتشيفو سيلو
طوال عام 1993 تورطت منطقة وسط البوسنة والهرسك في الحرب الكرواتية البوسنية. في ديسمبر 1993 قبل هدنة عيد الميلاد - رأس السنة الجديدة بين مجلس الدفاع الكرواتي وجيش جمهورية البوسنة والهرسك حيث شن جيش جمهورية البوسنة والهرسك عدة هجمات منسقة ضد مجلس الدفاع الكرواتي في منطقة فيتيز. في 22 ديسمبر استولى لواء الجبل 325 التابع لجيش جمهورية البوسنة والهرسك على قرية كريجانتشيفو سيلو التي تسيطر عليها مجلس الدفاع الكرواتي وهي قرية تقع بالقرب من بلدة فيتيز والنجوع القريبة من شافرادين ودوبرافيتشي. بعد الاستيلاء على القرية قُتل ما لا يقل عن 12 أسير حرب واثنان من المدنيين الكروات. وتذكر مصادر أخرى عشرات القتلى وقدرت بعض المصادر العدد بما يصل إلى مائة.

## التداعيات وقرار الاتهام
حصل الهجوم على اعتراف رسمي من كلا الطرفين المعنيين في النزاع في عام 2010 عندما قام الرئيس الكرواتي إيفو يوسيبوفيتش والكاردينال البوسني الروماني الكاثوليكي رئيس الأساقفة فينكو بولييتش والإمام البوسني مصطفى سيريتش بزيارة مشتركة إلى مواقع مذبحة أحميتشي ومذبحة كريجانتشيفو سيلو وقدموا الاحترام للضحايا.
في 15 فبراير 2019 وجهت محكمة البوسنة والهرسك لائحة اتهام إلى قادة اللواء 325 الجبلي بارتكاب «هجوم مخطط ومعد مسبق على جنود مجلس الدفاع الكرواتي والمدنيين الكروات في قرى كريجانتشيفو سيلو وشافرادين ودوبرافيتشي». وفقا للائحة الاتهام قُتل ما لا يقل عن 12 أسير حرب وامرأتين كرواتيتين لم يشاركوا في القتال. بدأت المحاكمة في القضية في أبريل 2019.